# Sektion Hannover des Deutschen Alpenvereins
Die Sektion Hannover des Deutschen Alpenvereins (kurz Alpenverein Hannover) ist eine Sektion des Deutschen Alpenvereins in Hannover. Sie wurde am 18. April 1885 als „Sektion Stadt und Provinz Hannover“ gegründet. Die Sektion Hannover ist somit eine der ältesten und mit 6.423 Mitgliedern (Stand: 31. Dezember 2024) eine der größeren Sektionen des Deutschen Alpenvereins. Die Sektion AlpinClub Hannover löste sich um die Jahre 1997 bis 1998 von der Sektion Hannover ab.

## Sektionsvorsitzende
Eine chronologische Übersicht über alle Präsidenten der Sektion seit Gründung.
| Amtszeit  | Präsident              | Anmerkung                             |
| --------- | ---------------------- | ------------------------------------- |
| 1885–1888 | Josef Bletzacher       | Hofopernsänger                        |
| 1889–1929 | Karl Arnold            | Geheimrat                             |
| 1929–1936 | Hermann Poppelbaum     | Justizrat, Ehrenvorsitzender bis 1945 |
| 1937–1943 | Hans Beißner           |                                       |
| 1944–1946 | Eugen Michell          |                                       |
| 1946–1956 | Karl Humburg           | Ehrenvorsitzender bis 1978            |
| 1956–1961 | Walter Pflug           |                                       |
| 1961–1973 | Karl Heinz Winterberg  | Ehrenvorsitzender 1985                |
| 1973–1977 | Joachim-Ulrich Samel   |                                       |
| 1977–1982 | Klaus Dupong           |                                       |
| 1982–1986 | Helmut Hoss            |                                       |
| 1986–1991 | Jochen Lepper          |                                       |
| 1992      | Karl Heinz Winterberg  |                                       |
| 1993–1999 | Uwe Lampe              |                                       |
| 2000–2004 | Joachim Müller-Brandes |                                       |
| 2005–2008 | Werner Kamm            |                                       |
| 2009–2012 | Uwe Lampe              |                                       |
| 2012–2019 | Manfred Bütefisch      |                                       |
| aktuell   | Jens Gröger            |                                       |

## Ehrenmitglieder der Sektion 1960–1985
- Karl Tönnies (Hannover)
- Walter Pflug (Hannover)
- Henry Kinast (Hannover)
- Hermann Pehle (Hannover)
- Erich Weinreich (Hannover)[5]

## Bekannte Personen
- Johann Karl Moritz Arnold (Geheimrat)
- Josef Bletzacher (Hofopernsänger)
- Ernst Grelle (Architekt)
- Hans Beissner (Hans Beißner)
- Raimund Pierl
- Karl-Heinz Winterberg

## Hütten der Sektion
- Niedersachsenhaus, 2471 m (Goldberggruppe)
- Kansteinhütte, 195 m (Weserbergland)[7]

### Ehemalige Hütten
- Becherhaus (3195 m) (aktuell: Autonome Provinz Bozen, Südtirol)
- Alte Hannover Hütte
- Altes Hannoverhaus, auch „Ankogelhaus“, (2521 m) niedergebrannt[8] (siehe: Hannoverhaus)
- Hannoverhaus mit Arnold-Mausolem (2565 m) (aktuell: Deutscher Alpenverein)
- Neue Hannover Hütte

## Ereignisse der Sektion
- Mount-McKinley-Expedition 1983

## Kletteranlage der Sektion
- Das GriffReich – DAV Kletterzentrum Hannover ist eine Vereinsanlage der Sektion Hannover des Deutschen Alpenvereins.[9]